# Chandica
Chandica is een geslacht van vlinders van de familie visstaartjes (Nolidae), uit de onderfamilie Chloephorinae.

## Soorten
- C. ayama Kobes, 1983
- C. quadripennis Moore, 1888